# Montpellier tennis de table
Le Montpellier tennis de table, ou MTT, est un club de tennis de table fondé en 1976 et situé à Montpellier.

## Histoire du club

### Les Montpelliéraines au sommet
Les filles de Montpellier obtiennent en 1988 le titre de Champion de France de Nationale 2 et accède à la Nationale 1, ancêtre de la Pro A actuelle. Dès leur première saison dans l'élite, elles décrochent la troisième place derrière les intouchables AC Boulogne-Billancourt et US Kremlin-Bicêtre. Performance qu'elles réitèreront jusqu'en 1992. 
À la suite du retrait de l'ACBB, Montpellier recrute plusieurs joueuse du club francilien dans la foulée et décroche leur premier titre de Championnes de France de Superdivision devant l'USKB. Elles deviennent les premières en France à atteindre la finale d'un Coupe d'Europe, la Nancy-Evans mais s'inclinent contre un club allemand. En 1996, elles s'inclinent en demi-finale de la Coupe d'Europe des Clubs Champions. La domination totale en France est lancée puisque les filles trusteront onze titres nationaux consécutifs (record) pour un total de 15 podiums consécutifs en 15 années de présence dans l'élite. 
À la suite d'un retrait de points en 2003-2004, Montpellier perd son titre puis son podium à la fin du championnat. Barrées par Mondeville en 2005 et 2006, Montpellier se fait doubler à l'average particulier à la surprise générale contre l'ALCL Grand-Quevilly à l'ultime journée en 2007. Elles parviennent à remporter le titre en 2008 pour la douzième et dernière fois de leur histoire. En 20 ans, elles termineront 19 fois sur le podium pour 12 titres de Championnes de France

### Les Montpelliérains dans l'ombre de Levallois
La section masculine du club a été en vue également pendant cette période en accédant en Superdivision en 1990. Barré par Levallois qui décrochent 14 titres consécutifs de 1988 à 2001, les hommes décrocheront sept podiums dont deux deuxièmes titres de vice-champions de France en 1993 et 1994. Les montpelliérains brilleront en Europe en devenant le premier et seul club français à ce jour à atteindre une finale de Coupe d'Europe en 2001 grâce aux hommes, huit ans après les filles. Montpellier remporte la première finale européenne 100% français au détriment de l'Elan Nevers en 2001, finaliste pour la deuxième fois de rang. Montpellier réitère cet exploit en 2003 en s'imposant contre Frickenhausen et remporte sa deuxième Coupe d'Europe Nancy-Evans en 3 ans.

### La chute
En difficulté financière, le club supprime sa section  masculine professionnelle alors que la saison 2003-2004 a démarré puis les féminines  en 2009. Les hommes, revenus en Nationale 1, sont devenus l'équipe première du MTT.

### Alliance avec l'ASPC Nîmes
Sur la fin de la décennie 2010, l'équipe masculine première de Montpellier s'allie avec celle de l'ASPC Nîmes en Nationale 1 pour devenir l'Entente Montpellier-Nîmes,. Cette entente devient l'Alliance Nîmes-Montpellier Tennis de table en 2020 avec l'équipe féminine de Nîmes qui évolue en Pro Dames mais qui ne peut plus tenir seul financièrement à cause de la Pandémie de covid-19 qui frappe la planète et qui a interrompu toutes les activités sportives en France. 
Si l'équipe féminine se maintient de juste devant Quimper en 2021 et l'EP Isséenne en 2022; l'objectif à terme est d'atteindre la Coupe d'Europe. Pendant ce temps l'équipe masculine décroche le titre de champions de Nationale 1 et accède à la Pro B Hommes pour la saison 2022-2023. 
L'équipe voit éclore en parallèle les fils du directeur sportif montpelliérain Stéphane Lebrun, ancien champion de France, Alexis et Félix qui bousculent les hiérarchies sportives dès leur arrivée dans le circuit, aussi bien dans les catégories jeunes qu'ensuite dans les catégories internationales séniors. Aux championnats de France seniors 2022, Alexis Lebrun devient à 19 ans champion de France en simple contre le numéro un français Simon Gauzy qui l'avait battu l'année précédente. Il décroche également le titre en double mixte avec Camille Lutz. Il réussit l'exploit d'accrocher tous les titres seniors à seulement 19 ans. Laurent Cova, joueur montpelliérain, décroche le titre en double messieurs avec Félix Lebrun qui revient à Montpellier pour la saison 2022-2023 après un prêt au Istres TT. Ce dernier décroche également le bronze en simple et l'argent en double mixte avec Leïli Mostafavi, battu à chaque fois par son frère ainé.
À l'issue de la saison 2022-2023, le club accède à la Pro A en devenant champion de France de Pro B contre le 4S Tours.

## Bilan par saison

### Équipe Féminine
| Saison    | Championnat   | Clas.    | Pts | J  | V  | N | D | Pp | Pc | Diff | Parcours en Coupe d'Europe                               |
| --------- | ------------- | -------- | --- | -- | -- | - | - | -- | -- | ---- | -------------------------------------------------------- |
| 2008-2009 | Pro A         | 4e       | 39  | 18 | 8  | 5 | 5 | 54 | 45 | +9   | -                                                        |
| 2007-2008 | Pro A         | Champion | 51  | 18 | 16 | 1 | 1 | 69 | 25 | +44  | -                                                        |
| 2006-2007 | Pro A         | Dauphin  | 45  | 18 | 10 | 7 | 1 | -  | -  | -    | -                                                        |
| 2005-2006 | Pro A         | Dauphin  | 49  | 18 | 15 | 1 | 2 | -  | -  | -    | Quart de finaliste de l'ETTU Cup                         |
| 2004-2005 | Pro A         | Dauphin  | 41  | 18 | 9  | 5 | 4 | -  | -  | -    | 8e de finale de la Coupe d'Europe Nancy-Evans            |
| 2003-2004 | Pro A         | 3e       | 31  | 14 | 8  | 1 | 5 | 42 | 33 | +9   | Demi-finalistes de la Coupe d'Europe des Clubs Champions |
| 1995-1996 | Superdivision | Champion | -   | -  | -  | - | - | -  | -  | -    | Demi-finalistes de la Coupe d'Europe des Clubs Champions |
| 1992-1993 | Superdivision | Champion | -   | -  | -  | - | - | -  | -  | -    | Finalistes de la Coupe d'Europe Nancy-Evans              |
| 1989-1990 | Nationale 1   | -        | -   | -  | -  | - | - | -  | -  | -    | Quart de finaliste de la Coupe d'Europe Nancy-Evans      |

### Équipe Masculine
| Saison    | Championnat                                                | Clas.                                                      | Pts                                                        | J                                                          | V                                                          | N                                                          | D                                                          | Pp                                                         | Pc                                                         | Diff                                                       | Parcours en Coupe d'Europe                          |
| --------- | ---------------------------------------------------------- | ---------------------------------------------------------- | ---------------------------------------------------------- | ---------------------------------------------------------- | ---------------------------------------------------------- | ---------------------------------------------------------- | ---------------------------------------------------------- | ---------------------------------------------------------- | ---------------------------------------------------------- | ---------------------------------------------------------- | --------------------------------------------------- |
| 2010-2020 | L'équipe masculine évolue depuis sept. 2010 en Nationale 1 | L'équipe masculine évolue depuis sept. 2010 en Nationale 1 | L'équipe masculine évolue depuis sept. 2010 en Nationale 1 | L'équipe masculine évolue depuis sept. 2010 en Nationale 1 | L'équipe masculine évolue depuis sept. 2010 en Nationale 1 | L'équipe masculine évolue depuis sept. 2010 en Nationale 1 | L'équipe masculine évolue depuis sept. 2010 en Nationale 1 | L'équipe masculine évolue depuis sept. 2010 en Nationale 1 | L'équipe masculine évolue depuis sept. 2010 en Nationale 1 | L'équipe masculine évolue depuis sept. 2010 en Nationale 1 | Non qualifié                                        |
| 2009-2010 | Pro B                                                      | 10e                                                        | 24                                                         | 18                                                         | 1                                                          | 4                                                          | 13                                                         | 27                                                         | 66                                                         | -39                                                        | Non qualifié                                        |
| 2008-2009 | Pro B                                                      | 8e                                                         | 34                                                         | 18                                                         | 6                                                          | 4                                                          | 8                                                          | 46                                                         | 51                                                         | -5                                                         | Non qualifié                                        |
| 2007-2008 | Pro B                                                      | 3e                                                         | 38                                                         | 16                                                         | 10                                                         | 2                                                          | 4                                                          | 51                                                         | 31                                                         | +20                                                        | Non qualifié                                        |
| 2006-2007 | Pro B                                                      | 3e                                                         | 42                                                         | 18                                                         | 11                                                         | 2                                                          | 5                                                          | -                                                          | -                                                          | -                                                          | Non qualifié                                        |
| 2003-2004 | Pro A                                                      | DÉCLASSÉ                                                   | DÉCLASSÉ                                                   | DÉCLASSÉ                                                   | DÉCLASSÉ                                                   | DÉCLASSÉ                                                   | DÉCLASSÉ                                                   | DÉCLASSÉ                                                   | DÉCLASSÉ                                                   | DÉCLASSÉ                                                   | Demi-finaliste de la Coupe d'Europe Nancy-Evans     |
| 2002-2003 | Superdivision                                              | 3e                                                         | 34                                                         | 14                                                         | 10                                                         | -                                                          | 4                                                          | -                                                          | -                                                          | -                                                          | Vainqueur de la Coupe d'Europe Nancy-Evans          |
| 2001-2002 | Superdivision                                              | 3e                                                         | 34                                                         | 14                                                         | 10                                                         | -                                                          | 4                                                          | -                                                          | -                                                          | -                                                          | Quart de finaliste de la Coupe d'Europe Nancy-Evans |
| 2000-2001 | Superdivision                                              | -                                                          | -                                                          | -                                                          | -                                                          | -                                                          | -                                                          | -                                                          | -                                                          | -                                                          | Vainqueur de la Coupe d'Europe Nancy-Evans          |
| 1995-1996 | -                                                          | -                                                          | -                                                          | -                                                          | -                                                          | -                                                          | -                                                          | -                                                          | -                                                          | -                                                          | Quart de finaliste de la Coupe d'Europe Nancy-Evans |

## Palmarès
- Challenge National Bernard Jeu (2) :
  - Vainqueur en 1993 et 1994
  - Deuxième en 1996, 1997, 2000
- Obtention du Kriter d'Honneur du journal L'Équipe en 1994 et en 1996.

### Hommes
- COUPE D'EUROPE NANCY-EVANS (2) :
  - VAINQUEUR EN 2001 et 2003
- Superdivision :
  - Vice-Champion en 1993 et 1994
  - Troisième en 2002* et 2003
- Ayant terminé 1er ex aequo en Pro A en 2002 avec 2 autres équipes, Montpellier sera classé 3e au départage

### Dames
- Pro A (12) :
  - Championne de France de 1993 à 2003 et en 2008
  - Vice-championne de 2004 à 2006
- Championne de France de Nationale 2 en 1988
- Finaliste de l'ETTU Cup en 1993
- Demi-finaliste de la Coupe d'Europe des Clubs Champions en 1996

## Anciens joueurs

### Équipe féminine
- Chen Jun Yu,
- Agnès Le Lannic,
- Céline Rouvière (effectif de la finale de coupe d'Europe 1993)
- Ana-maria Miron

### Équipe masculine
- Kalínikos Kreánga (-juin 2004)

## Entraîneur
- Nathanaël Molin